# Partido de clasificación Argentina-Colombia para la Copa Mundial de Fútbol 1994
El partido de clasificación para el Mundial de Estados Unidos 1994 entre Argentina y Colombia es un histórico partido de fútbol jugado el domingo 5 de septiembre de 1993. Se trataba de la última fecha de la fase clasificatoria de la eliminatoria al Mundial, donde se enfrentaban por el grupo A las selecciones de fútbol de Argentina, Colombia, Paraguay y Perú. La Argentina, en ese momento segunda del grupo, necesitaba ganar para no jugar el repechaje contra Australia. De no ganar, la clasificación para el Mundial dependía del resultado del encuentro disputado en Lima entre Perú y Paraguay. Por su parte, Colombia al estar primera del grupo alcanzaría su clasificación directa para el Mundial con el empate o la victoria.
Se trata de un partido altamente recordado tanto por los aficionados colombianos y argentinos, con una importancia y trascendencia histórica por ganar en Argentina a un bicampeón mundial y por ese entonces bicampeón invicto de las ediciones de la Copa América de 1991 y 1993, así como de la Copa FIFA Confederaciones 1992 y de la Copa Artemio Franchi 1993, además de quitarle al combinado argentino un invicto de seis años como local. También fue notorio, ya que los argentinos nunca habían sido goleados en una eliminatoria y tampoco derrotados en su casa en la misma competición. Este partido se convirtió en otro hito de la historia futbolística de Colombia.
Tras vencer en este juego, Colombia alcanzó su tercera participación en un Mundial de fútbol después de jugar los mundiales de Chile 1962 e Italia 1990.
El partido se disputó en la ciudad de Buenos Aires en el Estadio Monumental ante unos 73 000 espectadores, arbitrado por el uruguayo Ernesto Filippi, en reemplazo del chileno Carlos Robles. El partido fue transmitido para toda Colombia por la Cadena Uno (actual Canal Uno) a través del programa Gol Caracol de la entonces programadora Caracol Televisión con narraciones de William Vinasco acompañado de Adolfo Pérez López en los comentarios y para la Argentina por Canal 13 para el Área Metropolitana de Buenos Aires y por Argentina Televisora Color para el interior del país con la narración de Marcelo Araujo con los comentarios de Enrique Macaya.

## Antecedentes
En el camino a un Mundial de fútbol, las selecciones de Colombia y Argentina solo se habían encontrado en tres oportunidades:
- Dos por la clasificación para el Mundial de México 1986:
  - En Bogotá con victoria para los argentinos por 1-3.
  - En el partido de vuelta en Buenos Aires por 1-0, también a favor de los argentinos.
- En la clasificación para Estados Unidos 1994 en Barranquilla con victoria para Colombia 2-1.

Colombia solo había podido vencer a su similar de Argentina en Buenos Aires una sola vez en el marco de la edición de la Copa América 1987.
Más recientemente, habían disputado dos partidos por la Copa América de 1993 en Ecuador.
| Año  | Ciudad       | Estadio                                | Selección | Resultado | Selección |
| ---- | ------------ | -------------------------------------- | --------- | --------- | --------- |
| 1987 | Buenos Aires | Estadio Monumental                     | Argentina | 1-2       | Colombia  |
| 1989 | Barranquilla | Estadio Metropolitano                  | Colombia  | 1-0       | Argentina |
| 1991 | Santiago     | Estadio Nacional                       | Argentina | 2-1       | Colombia  |
| 1993 | Guayaquil    | Estadio Monumental Isidro Romero Carbo | Colombia  | 1-1       | Argentina |
| 1993 | Guayaquil    | Estadio Monumental Isidro Romero Carbo | Argentina | 1-1       | Colombia  |
| 1993 | Barranquilla | Estadio Metropolitano                  | Colombia  | 2-1       | Argentina |

## Historial
El historial completo entre ambas selecciones marca el siguiente estatus:
- Disputados: 36
- Ganados Argentina: 19 (67 goles)
- Ganados Colombia: 8 (36 goles)
- Empates: 9

Máximas goleadas:
- Argentina 9 Colombia 1 (Santiago de Chile, Sudamericano 1945)
- Argentina 6 Colombia 0 (Guayaquil, Sudamericano 1947)
- Argentina 8 Colombia 2 (Lima, Sudamericano 1957)
- Argentina 4 Colombia 1 (Salvador de Bahía, Copa Independencia de Brasil 1972)
- Argentina 0 Colombia 5 (Buenos Aires, eliminatorias 1993)

## Eliminatorias 1993
- Grupo A, antes del partido.

| Selección | Ptos. | PJ | PG | PE | PP | GF | GC | Dif. |
| --------- | ----- | -- | -- | -- | -- | -- | -- | ---- |
| Colombia  | 8     | 5  | 3  | 2  | 0  | 8  | 2  | +6   |
| Argentina | 7     | 5  | 3  | 1  | 1  | 7  | 4  | +3   |
| Paraguay  | 5     | 5  | 1  | 3  | 1  | 4  | 5  | –1   |
| Perú      | 0     | 5  | 0  | 0  | 5  | 2  | 10 | –8   |

Antes del partido, la selección de Colombia lideraba la tabla de puntos con ocho unidades, producto de dos empates y tres victorias (en 1993 por una victoria al ganador se le otorgaban dos puntos).
| Fecha                | Lugar        |          |                     | Resultado |                      |           |
| -------------------- | ------------ | -------- | ------------------- | --------- | -------------------- | --------- |
| 1 de agosto de 1993  | Barranquilla | Colombia | Bandera de Colombia | 0:0       | Bandera de Paraguay  | Paraguay  |
| 8 de agosto de 1993  | Lima         | Perú     | Bandera de Perú     | 0:1 (0:1) | Bandera de Colombia  | Colombia  |
| 15 de agosto de 1993 | Barranquilla | Colombia | Bandera de Colombia | 2:1 (2:1) | Bandera de Argentina | Argentina |
| 22 de agosto de 1993 | Asunción     | Paraguay | Bandera de Paraguay | 1:1 (0:1) | Bandera de Colombia  | Colombia  |
| 29 de agosto de 1993 | Barranquilla | Colombia | Bandera de Colombia | 4:0 (2:0) | Bandera de Perú      | Perú      |

La selección de Argentina era segunda con siete puntos, producto de tres victorias, una derrota y un empate.
| Fecha                | Lugar        |           |                      | Resultado |                      |           |
| -------------------- | ------------ | --------- | -------------------- | --------- | -------------------- | --------- |
| 1 de agosto de 1993  | Lima         | Perú      | Bandera de Perú      | 0:1 (0:1) | Bandera de Argentina | Argentina |
| 8 de agosto de 1993  | Asunción     | Paraguay  | Bandera de Paraguay  | 1:3 (1:1) | Bandera de Argentina | Argentina |
| 15 de agosto de 1993 | Barranquilla | Colombia  | Bandera de Colombia  | 2:1 (2:1) | Bandera de Argentina | Argentina |
| 22 de agosto de 1993 | Buenos Aires | Argentina | Bandera de Argentina | 2:1 (2:0) | Bandera de Perú      | Perú      |
| 29 de agosto de 1993 | Buenos Aires | Argentina | Bandera de Argentina | 0:0       | Bandera de Paraguay  | Paraguay  |

Ambos equipos se habían enfrentado en el partido de ida en Barranquilla con victoria para Colombia por 2-1. Los autores para Colombia fueron Iván René Valenciano y Adolfo «el Tren» Valencia; por Argentina descontó Ramón Medina Bello.

## El partido
El partido se iniciaba con insultos e injurias por parte de la afición argentina a la selección colombiana. A pocos días del crucial encuentro, Diego Maradona lanzó una frase durante una entrevista en televisión mientras ponía las palmas de las manos paralelas al suelo, a la altura del pecho, una más arriba de la otra, dijo: «No se puede cambiar la historia, no se debe cambiar la historia: Argentina arriba, Colombia abajo». En Argentina era exagerado pensar en ir a la repesca contra el ganador de la clasificación de Oceanía.
Las selecciones de Argentina y Colombia iniciaron el encuentro con las siguientes alineaciones:
| 1          | POR        | Sergio Goycochea   |     |
| 14         | DEF        | Julio Saldaña      |     |
| 15         | DEF        | Jorge Borelli      |     |
| 6          | DEF        | Oscar Ruggeri      |     |
| 3          | DEF        | Ricardo Altamirano |     |
| 17         | MED        | Gustavo Zapata     |     |
| 5          | MED        | Fernando Redondo   | 69' |
| 10         | MED        | Diego Simeone      |     |
| 20         | MED        | Leonardo Rodríguez | 54' |
| 18         | DEL        | Ramón Medina Bello |     |
| 9          | DEL        | Gabriel Batistuta  |     |
| Entrenador | Entrenador | Alfio Basile       |     |

| 1          | POR        | Óscar Córdoba         |  |
| 4          | DEF        | Luis Fernando Herrera |  |
| 15         | DEF        | Luis Carlos Perea     |  |
| 3          | DEF        | Alexis Mendoza        |  |
| 20         | DEF        | Wilson Pérez          |  |
| 14         | MED        | Leonel Álvarez        |  |
| 6          | MED        | Gabriel Jaime Gómez   |  |
| 19         | MED        | Freddy Rincón         |  |
| 10         | MED        | Carlos Valderrama     |  |
| 11         | DEL        | Faustino Asprilla     |  |
| 13         | DEL        | Adolfo Valencia       |  |
| Entrenador | Entrenador | Francisco Maturana    |  |

| 16 | DEL | Claudio García | 54' |
| 19 | DEL | Alberto Acosta | 69' |

| Anotado | 41' | Freddy Rincón     | 0-1 |
| Anotado | 49' | Faustino Asprilla | 0-2 |
| Anotado | 72' | Freddy Rincón     | 0-3 |
| Anotado | 74' | Faustino Asprilla | 0-4 |
| Anotado | 84' | Adolfo Valencia   | 0-5 |

| Árbitro             | Ernesto Filippi |
| Árbitros asistentes | Pedro Risso     |
| Árbitros asistentes | Juan Kerekes    |
| Cuarto árbitro      | Saúl Feldman    |
| Observador árbitros | Guido Loayza    |

| 1          | POR        | Sergio Goycochea   |     |
| 14         | DEF        | Julio Saldaña      |     |
| 15         | DEF        | Jorge Borelli      |     |
| 6          | DEF        | Oscar Ruggeri      |     |
| 3          | DEF        | Ricardo Altamirano |     |
| 17         | MED        | Gustavo Zapata     |     |
| 5          | MED        | Fernando Redondo   | 69' |
| 10         | MED        | Diego Simeone      |     |
| 20         | MED        | Leonardo Rodríguez | 54' |
| 18         | DEL        | Ramón Medina Bello |     |
| 9          | DEL        | Gabriel Batistuta  |     |
| Entrenador | Entrenador | Alfio Basile       |     |

| 1          | POR        | Óscar Córdoba         |  |
| 4          | DEF        | Luis Fernando Herrera |  |
| 15         | DEF        | Luis Carlos Perea     |  |
| 3          | DEF        | Alexis Mendoza        |  |
| 20         | DEF        | Wilson Pérez          |  |
| 14         | MED        | Leonel Álvarez        |  |
| 6          | MED        | Gabriel Jaime Gómez   |  |
| 19         | MED        | Freddy Rincón         |  |
| 10         | MED        | Carlos Valderrama     |  |
| 11         | DEL        | Faustino Asprilla     |  |
| 13         | DEL        | Adolfo Valencia       |  |
| Entrenador | Entrenador | Francisco Maturana    |  |

| 16 | DEL | Claudio García | 54' |
| 19 | DEL | Alberto Acosta | 69' |

| Anotado | 41' | Freddy Rincón     | 0-1 |
| Anotado | 49' | Faustino Asprilla | 0-2 |
| Anotado | 72' | Freddy Rincón     | 0-3 |
| Anotado | 74' | Faustino Asprilla | 0-4 |
| Anotado | 84' | Adolfo Valencia   | 0-5 |

| Árbitro             | Ernesto Filippi |
| Árbitros asistentes | Pedro Risso     |
| Árbitros asistentes | Juan Kerekes    |
| Cuarto árbitro      | Saúl Feldman    |
| Observador árbitros | Guido Loayza    |

La selección de fútbol de Argentina empezó (y terminó) de forma irregular el partido, con muy pocas llegadas con peligro de gol. Colombia, al término del primer tiempo, ya ganaba 0-1, gracias a la velocidad y la precisión del jugador Freddy Rincón tras un pase preciso de Carlos Valderrama.
Para el segundo tiempo Colombia aprovechó la necesidad de Argentina de convertir y marcó los otros cuatro goles, mientras que el público argentino no daba crédito a lo que estaba sucediendo. Así, Colombia logró cerrar una jornada histórica para el fútbol colombiano y para el fútbol mundial. Los goles marcados fueron:
- 0-1 (6)  41' Freddy Rincón, eludiendo a Goycochea tras gran asistencia de Valderrama.
- 0-2 (7)  49' Faustino Asprilla, tras un centro, elude al defensa Borelli y marcó una tijera en el piso a la salida de Goycochea.
- 0-3 (8)  72' Freddy Rincón, tras centro de Álvarez, de primera intención, pega el esférico en el piso y se levanta para entrar al arco de Argentina.
- 0-4 (9)  74' Faustino Asprilla, tras un error de entrega de esférico de Argentina en el medio campo, el «Tino» logra robarle el balón a Borelli, y de globito baña a Goycochea, quien salía a cerrar.
- 0-5 (10)  84' Adolfo Valencia, tras pase de Asprilla, con un toque, envía el balón al fondo del arco argentino, antes que Goycochea lo tomara.

## Posiciones finales del grupo A después del partido
| Selección | Ptos. | PJ | PG | PE | PP | GF | GC | Dif. |
| --------- | ----- | -- | -- | -- | -- | -- | -- | ---- |
| Colombia  | 10    | 6  | 4  | 2  | 0  | 13 | 2  | +11  |
| Argentina | 7     | 6  | 3  | 1  | 2  | 7  | 9  | –2   |
| Paraguay  | 6     | 6  | 1  | 4  | 1  | 6  | 7  | –1   |
| Perú      | 1     | 6  | 0  | 1  | 5  | 4  | 12 | –8   |

Con la victoria, Colombia se clasificó automáticamente para el Mundial de Estados Unidos 1994, mientras que Argentina tuvo que definir en el repechaje contra Australia su clasificación para la Copa del Mundo, ya que Paraguay igualó con Perú 2-2. Cabe señalar que si Paraguay hubiera obtenido  el triunfo en su visita a Lima, Argentina se habría quedado afuera de la Copa del Mundo.
La revista deportiva El Gráfico publicó luego de la catastrófica caída una portada negra titulada «Argentina 0 Colombia 5 Vergüenza», sin imágenes de fondo. Quince años después, para Fox Sports, el 0-5 es una de las palizas más estruendosas que sufrió la Albiceleste en toda su historia, y además fue el final de un invicto de seis años como local. Después de terminado el partido, los argentinos, entre los que se encontraba Diego Maradona, se quedaron varios minutos aplaudiendo a la selección Colombia.
Dos noches después, el arquero Sergio Goycochea estuvo invitado al programa de Telefé Tiempo nuevo, conducido por Bernardo Neustadt, que contaba con panelistas de la talla de José Sanfilippo, Hugo Gatti, Norberto Alonso y Adolfo Pedernera. Sanfilippo criticó duramente al golero, indicándole «(...) usted pibe se comió todos los amagues», mientras que Gatti indicó que había gozado con la demostración de fútbol de la selección Colombia. El punto alto se vivió cuando el extécnico de la selección Argentina Carlos Bilardo apareció en el estudio sin estar invitado, quien expresó: «No se puede atacar a los muchachos en este momento. ¿Quién es Sanfilippo para darle consejos a Goycochea?».
La derrota de Argentina frente a Colombia en este partido fue la primera vez en la historia que la selección albiceleste perdió como local en una eliminatoria mundialista. Mantuvo un invicto en casa de 33 fechas hasta que, curiosamente, otro 5 de septiembre ahora del año 2009, sufrió la segunda derrota de su historia, esta vez frente a Brasil (1-3) en la ciudad de Rosario. El 0-5 fue la primera ocasión en que Argentina perdió por goleada en la historia de las eliminatorias al Mundial hasta la derrota del 1 de abril de 2009 contra Bolivia en La Paz, con Diego Maradona como DT (6-1).
La selección argentina no volvió a perder en el Estadio Monumental por partidos oficiales hasta el 8 de octubre del 2015, cuando el combinado gaucho fue vencido por Ecuador (0-2) y en las mismas eliminatorias el 10 de octubre del 2016 jugó ante Paraguay en Córdoba donde cayó 0-1. Posteriormente en las eliminatorias disputó apenas dos partidos fuera de ese estadio (por eliminatorias) sin poderlos ganar (en 1997 empató 1-1 frente a Colombia en la Bombonera y en 2009 perdió 1-3 frente a Brasil en el estadio Gigante de Arroyito). Esta racha se revirtió en 2012, venciendo a Paraguay en Córdoba y a Uruguay en Mendoza.
Por su parte, Colombia no le ha podido ganar nuevamente a Argentina en condición de visitante desde entonces.

## Curiosidades
En la previa al partido del día, ocurrió un hecho sorprendente. Un avión pasó a escasos metros del Monumental, generando sorpresa y pánico en los espectadores. Es un dato de color, pero que no ha sido lo suficientemente difundido.
En el minuto 86 del partido, ocurrieron dos hechos vergonzosos: el hecho vergonzoso para Argentina fue que Diego Simeone fue a disputar en el aire un balón dividido con Adolfo «el Tren» Valencia, dándole un codazo en la boca al delantero colombiano, quien cayó con esta ensangrentada, producto del golpe que le había roto su labio inferior. Tras la jugada, Luis Carlos Perea y Wilson Pérez fueron a «apretar» al árbitro Ernesto Filippi para que expulsara al mediocampista argentino. «Barrabás» Gómez fue a hablarle al oído al árbitro uruguayo, expresándole: «No lo vaya a echar, señor juez. No lo vaya a sacar del partido, porque después dicen que les ganamos porque tenían solo diez. No nos vaya a hacer eso». El segundo hecho vergonzoso fue la respuesta del árbitro uruguayo: «No lo echo, pero háganles otro gol a esos hijos de puta».